# Дезоксирибоза
Дезоксирибо́за (Тиминоза) C5H10O4 — углевод, альдопентоза: моносахарид, содержащий пять атомов углерода и альдегидную группу в линейной структуре. Это дезоксисахар — производное рибозы, где гидроксильная группа у второго атома углерода замещена водородом с потерей атома кислорода (дезокси — отсутствие атома кислорода). Химическая формула была открыта в 1929 году Фибусом Ливеном (Phoebus Levene).
Рибоза формирует пятичленное кольцо, состоящее из четырёх атомов углерода и атома кислорода. Гидроксильные группы соединены с тремя атомами углерода. Последний атом углерода и гидроксильная группа связаны с одним из атомов углерода, соединённых с кислородом. В дезоксирибозе атом углерода, расположенный дальше всего от атома кислорода, лишён гидроксильной группы.
Входит в состав ДНК, вместе с азотистым основанием и остатком фосфорной кислоты образуя мономерную единицу дезоксирибонуклеиновой кислоты — нуклеотид.